# Franz-von-Assisi-Schule Osnabrück
Die Franz-von-Assisi-Schule Osnabrück umfasst eine staatlich anerkannte Berufsfachschule für Sozialassistenten mit dem Schwerpunkt Sozialpädagogik und eine staatlich anerkannte Fachschule für Sozialpädagogik. Die zweizügige Schule bietet ungefähr 200 Schulplätze an. Schulträger ist die Ordensgemeinschaft der Thuiner Franziskanerinnen.
Die Schule wurde 1921 als Fachseminar zur Ausbildung von Kindergärtnerinnen gegründet. 1944 wurde das Seminar wegen des Vorwurfs der „politischen Unzuverlässigkeit“ geschlossen.
1945 bis 1951 war die Schule, nun als „Fachschule für Kindergärtnerinnen und Hortnerinnen“, im Schloss Sutthausen bei Osnabrück untergebracht und trug den Namen Wilhelmstift, nicht zu verwechseln mit dem ebenfalls katholischen Theologenkonvikt Wilhelmsstift in Tübingen. Seit dem Jahr 2006 befindet sich die Schule im Stadtkern von Osnabrück in einem neuen Schulgebäude und trägt wegen ständiger Verwechslungen den Namen Franz von Assisis.